# 初心LOVE
「初心LOVE」（うぶらぶ）は、なにわ男子のデビューシングル。2021年11月12日にジェイ・ストームから発売された。

## 概要
「なにわの日」とされる2021年7月28日に横浜アリーナで開催したなにわ男子のコンサートの昼公演において、11月12日にジェイ・ストームからCDデビューすることがサプライズで発表され、9月17日にタイトルが発表された。初回限定盤1（DVD/Blu-ray）、初回限定盤2（DVD /Blu-ray）、通常盤、ローソンLoppi・HMV限定盤(DVD)、Johnnys' ISLAND STORE online限定盤の7形態で発売。それぞれジャケットデザインが異なる。
表題曲は、メンバーの道枝駿佑とSnow Manの目黒蓮がW主演する2021年10月スタートのテレビ朝日系 オシドラサタデー『消えた初恋』で、Snow Manが歌う「Secret Touch」と共にW主題歌として採用されている。
通常盤のみ表題曲に加え、関西ジャニーズJr.時代の楽曲であり、2021ABC夏の高校野球応援ソングおよび朝日放送・テレビ朝日系『熱闘甲子園』（第103回全国高等学校野球選手権大会）テーマソングとなっている「夢わたし」が収録されている。
10月19日には映画監督の酒井麻衣がディレクターを担当した表題曲のミュージックビデオが公開された。ガソリンスタンドで働く7人全員が客に一目惚れしてしまう青春群像劇で、恋する気持ちがダンスパフォーマンスで表現されている。同日から視聴者が同曲の振付を踊った動画を「#みんなで初心LOVE」「#Shorts」のハッシュタグを付けて、YouTubeの短編動画サービス「YouTube Shorts」上に投稿できる企画が、翌10月20日からは同曲の音源を使った「#うぶらぶダンス」動画をユーザーから募集する、テレビ朝日系で放送中のドラマ『消えた初恋』とTikTokのコラボ企画がスタートした。TikTokで配信された2パターンの映像「初心LOVE（うぶらぶ）#うぶらぶダンスver.」「初心LOVE（うぶらぶ）フォトモーションver.」は、11月25日に合計で5億回再生を突破。配信後37日間での突破は国内アーティスト最速記録である。
11月12日の発売日に開催された『2021パーソル クライマックスシリーズ パ』では、藤原が応援するオリックス・バファローズの安達了一内野手が「初心LOVE」、T-岡田外野手が「夢わたし」を入場曲として使用した。
12月25日にはデビューシングルの発売を記念したCD購入者限定のオンライン生配信イベント『なにふぁむ大集合！〜なにわと何する生Xmas 2021〜』の開催が開催された。これらは初回限定盤1・初回限定盤2・通常版に封入されている各視聴用シリアルコードを3枚1口で入力することで視聴可能となる。
2022年2月に発表された第110回ザテレビジョンドラマアカデミー賞でドラマソング賞を受賞した。
2022年12月31日、『第73回NHK紅白歌合戦』に初出場し、「初心LOVE」を歌唱した。
CDデビュー777日目となる2023年12月29日、YouTube上で公開されていたミュージックビデオが1億回再生を突破し、X（旧Twitter）ではファンの間で行われていた「＃初心LOVE1億回再生チャレンジ」がトレンド1位になった。

## 特典
初回限定盤1
- 先着特典：オリジナル・着せ替えジャケット”ちゅきジャケ”絵柄A
- 封入特典：12P中綴じブックレット・オンライン生配信イベント視聴用シリアルコード①

初回限定盤2
- 先着特典：オリジナル・着せ替えジャケット”ちゅきジャケ”絵柄B
- 封入特典：12P中綴じブックレット・オンライン生配信イベント視聴用シリアルコード②

通常盤
- 先着特典：オリジナル・着せ替えジャケット”ちゅきジャケ”絵柄C
- 封入特典：3面6P歌詞カード・オンライン生配信イベント視聴用シリアルコード③

Johnnys' ISLAND STORE online限定盤
- 特典：3面6P歌詞カード・両面B2折りポスター8枚セット(メンバーソロポスター7種 & 集合1枚)・クリアフォトカード7枚セット(メンバーソロ7種)・スペシャルパッケージ仕様

ローソンLoppi・HMV限定盤
- なし

## 収録曲

### CD

#### 初回限定盤1
1. 初心LOVE
作詞：栗原暁（Jazzin' park） / 作曲：久保田真悟（Jazzin' park）、栗原暁（Jazzin' park） / 編曲：久保田真悟（Jazzin' park）
  - GU コラボキャンペーンCMソング[60]
  - ソフトバンク｢5G LAB｣CMソング[60]
  - テレビ朝日系 オシドラサタデー『消えた初恋』主題歌[60]
  - ローソン キャンペーンテーマソング[60]
2. NANIWA'n WAY
作詞：川口進、Cypher / 作曲：川口進 / 編曲：Peach
3. What a funky time!!
作詞：miyakei、51Black Rat / 作曲：DAICHI、Keisuke Koyama、51Black Rat / 編曲：Keisuke Koyama
4. 初心LOVE（オリジナル・カラオケ）
5. NANIWA'n WAY（オリジナル・カラオケ）
6. What a funky time!!（オリジナル・カラオケ）

#### 初回限定盤2
1. 初心LOVE
2. NANIWA'n WAY
3. 君だけを逃がさない
作詞：玉谷友輝 / 作曲：Erik Lidbom / 編曲：石塚知生
4. 初心LOVE（オリジナル・カラオケ）
5. NANIWA'n WAY（オリジナル・カラオケ）
6. 君だけを逃がさない（オリジナル・カラオケ）

#### 通常盤
1. 初心LOVE
2. NANIWA'n WAY
3. 夢わたし
作詞：MiNE、Atsushi Shimada / 作曲：Fredrik Samsson、MiNE、Atsushi Shimada / 編曲：Atsushi Shimada
  - 2021 ABC夏の高校野球応援ソング
  - 朝日放送・テレビ朝日系『熱闘甲子園』テーマソング
4. Starting Bell
作詞：KOUDAI IWATSUBO / 作曲：KOUDAI IWATSUBO、Kuwagata Fukino、Yuya Yamazaki / 編曲：生田真心

#### Johnnys' ISLAND STORE online限定盤
1. 初心LOVE
2. NANIWA'n WAY
3. 僕らのI LOVE YOU
作詞：RT2 / 作曲：加部輝 / 編曲：遠藤ナオキ

#### ローソンLoppi・HMV限定盤
1. 初心LOVE
2. 初心LOVE（オリジナル・カラオケ）

### DVD/Blu-ray
初回限定盤1
1. 「初心LOVE」Music Video
2. 「初心LOVE」Music Video Making

初回限定盤2
1. 「NANIWA'n WAY」Music Video
2. 「NANIWA'n WAY」Music Video Making

ローソンLoppi・HMV限定盤　
1. 「なにわ◯◯男子!は誰だ」（約36分）

## チャート成績
2021年11月16日発表の2021年11月22日付オリコン週間シングルランキングで初週70.6万枚を売り上げ、初登場1位を獲得。今年度のデビューシングルの初週売上でも1位を記録した。
また、Billboard JAPANでも初週632,655枚を売り上げ、集計期間は3日間でありながら2位以下に大差を付け、「Top Singles Sales」「JAPAN HOT 100」共に首位を獲得。「JAPAN HOT 100」においては、翌週に発売されたNEWSの「未来へ」も抑え、2週連続で総合首位を獲得した。
2022年1月7日に発表された「第54回オリコン年間ランキング2021」の音楽ソフトの総売上金額が最も高かった「アーティスト別セールス部門」新人ランキングでは、本作のみの期間内売上12.1億円で、なにわ男子が3位にランクインした。また、2022年1月17日付のオリコン週間シングルランキングおよびBillboard JAPAN Top Singles Salesでは共に1位に返り咲いた。